# خارکوف

خارکوف (خارکُف) (به روسی: Ха́рьков) یا خارکیف (خارکیو) (به اوکراینی: Харків) دومین شهر بزرگ اوکراین است. خارکوف در شرق اوکراین واقع شده‌است.

## نام
این شهر در زبان روسی Ха́рьков و در زبان اوکراینی Харків نام برده می‌شود. در زبان فارسی برای اشاره به این شهر از نام‌های خارکوف، خارکُف، خارکیف و خارکیو استفاده می‌شود.
در منابع قدیمی فارسی عمدتاً از معادل روسی خارکوف و خارکُف برای اشاره به این شهر استفاده شده‌است.
پس از انحلال اتحاد جماهیر شوروی و استقلال اوکراین در سال ۱۹۹۱، معادل اوکراینی خارکیو در منابع جغرافیایی مکتوب فارسی از جمله کتاب‌ها و اطلس‌های مؤسسه جغرافیایی و کارتوگرافی گیتاشناسی و انتشارات ایرانشناسی در کنار معادل روسی خارکوف و خارکُف رایج گردید.
اکثر خبرگزاری‌های فارسی‌زبان بخصوص در جریان حمله ۲۰۲۲ روسیه به اوکراین از نام خارکیف استفاده می‌کنند.    این در حالی است که بخش فارسی خبرگزاری روسی اسپوتنیک از خارکف استفاده کرده‌است.

## تاریخچه
خارکوف در دهه ۱۶۵۰ میلادی پایه‌گذاری شد و از سال ۱۹۱۹ تا ۱۹۳۴ پایتخت جمهوری شوروی سوسیالیستی اوکراین بود. در جریان جنگ جهانی دوم، شهر خارکوف روز ۲۵ اکتبر سال ۱۹۴۱ به تصرف نیروهای آلمانی درآمد.

## جغرافیا
شهر خارکوف در شمال شرقی اوکراین قرار دارد و مرکز استان خارکف است.

## اقتصاد
خارکف را باید مهمترین شهر صنعتی اوکراین از لحاظ ساخت ماشین‌های صنعتی، حمل و نقل و کشاورزی و دیگر ادوات دانست.
در اوایل قرن نوزدهم صنعت خارکف توسعه پیدا کرد و با احداث راه‌آهن در سال ۱۸۶۹، خارکف به‌سرعت محل تقاطع خط‌های راه‌آهن امپراطوری روسیه شد. در اواخر آن قرن خارکف به یکی از بزرگترین مراکز اقتصادی، صنعتی و علمی روسیه تبدیل گردید.

## جمعیت
بنا بر سرشماری سال ۱۹۸۹ در شوروی، جمعیت شهر ۱٬۵۹۳٬۹۷۰ نفر بود. در سال ۱۹۹۱، جمعیت آن به ۱٬۵۱۰٬۲۰۰ نفر کاهش یافت که ۱٬۴۹۴٬۲۰۰ نفر به صورت دائمی در آن ساکن بودند. خارکوف پس از کی‌یف، بزرگترین شهر اوکراین است.
ساختار قومی خارکوف در سرشماری سال ۱۹۸۹ شامل ۵۰٫۳۸٪ اوکراینی ،۴۳٫۶۳٪ روس ،۳٪ یهودی ،۰٫۷۵٪ بلاروسی و بقیه ۲٫۲۴٪ (افزون بر ۲۵ اقلیت) بودند. در سرشماری ۱۹۵۹ شوروی اوکراینی‌ها ۴۸٫۴٪، روس‌ها ۴۰٫۴٪، یهودی‌ها ۸٫۷٪ و دیگر ملیت‌ها ۲٫۵٪ بودند.

## اماکن
خارکوف دارای ۶ سالن تئاتر، ۵ موزه، ۸۰ کتابخانه و حدود ۶۰ مؤسسه علمی و پژوهشی و ۳۰ دانشگاه می‌باشد.
دانشگاه خارکف یکی از اولین دانشگاه‌های امپراتوری روسیه است که در سال ۱۸۰۵ تأسیس شد.
سه کلیسای پکروسکی، بلاگووشنسکی و اوسپنسکی که در مرکز شهر خارکف واقع هستند از قدیمی‌ترین کلیساهای این شهر به‌شمار می‌روند.
میدان مرکزی شهر خارکف، بزرگترین میدان در کل اوکراین بوده و یکی از عظیم‌ترین میدان‌های اروپا به‌شمار می‌رود.

## مترو
متروی خارکوف در سال ۱۹۷۵ تأسیس شده و هم‌اکنون دارای ۳ خط و ۳۰ ایستگاه می‌باشد.

## شهرهای خواهرخوانده
- بلگورود - روسیه
- بولونیا - ایتالیا
- سینسینتی - ایالات متحده آمریکا
- کاوناس - لیتوانی
- لیل - فرانسه
- نیژنی نووگورود - روسیه
- نورنبرگ - آلمان
- پوزنان - لهستان
- سن‌پترزبورگ - روسیه
- تیانجین - چین
- جینان - چین
- کوتائیسی - گرجستان
- وارنا - بلغارستان
- ریشون لتسیون - اسرائیل
- برنو - جمهوری چک
- دوگاپیلس - لتونی

## نگارخانه

معماری بناها در مرکز شهر خارکوف
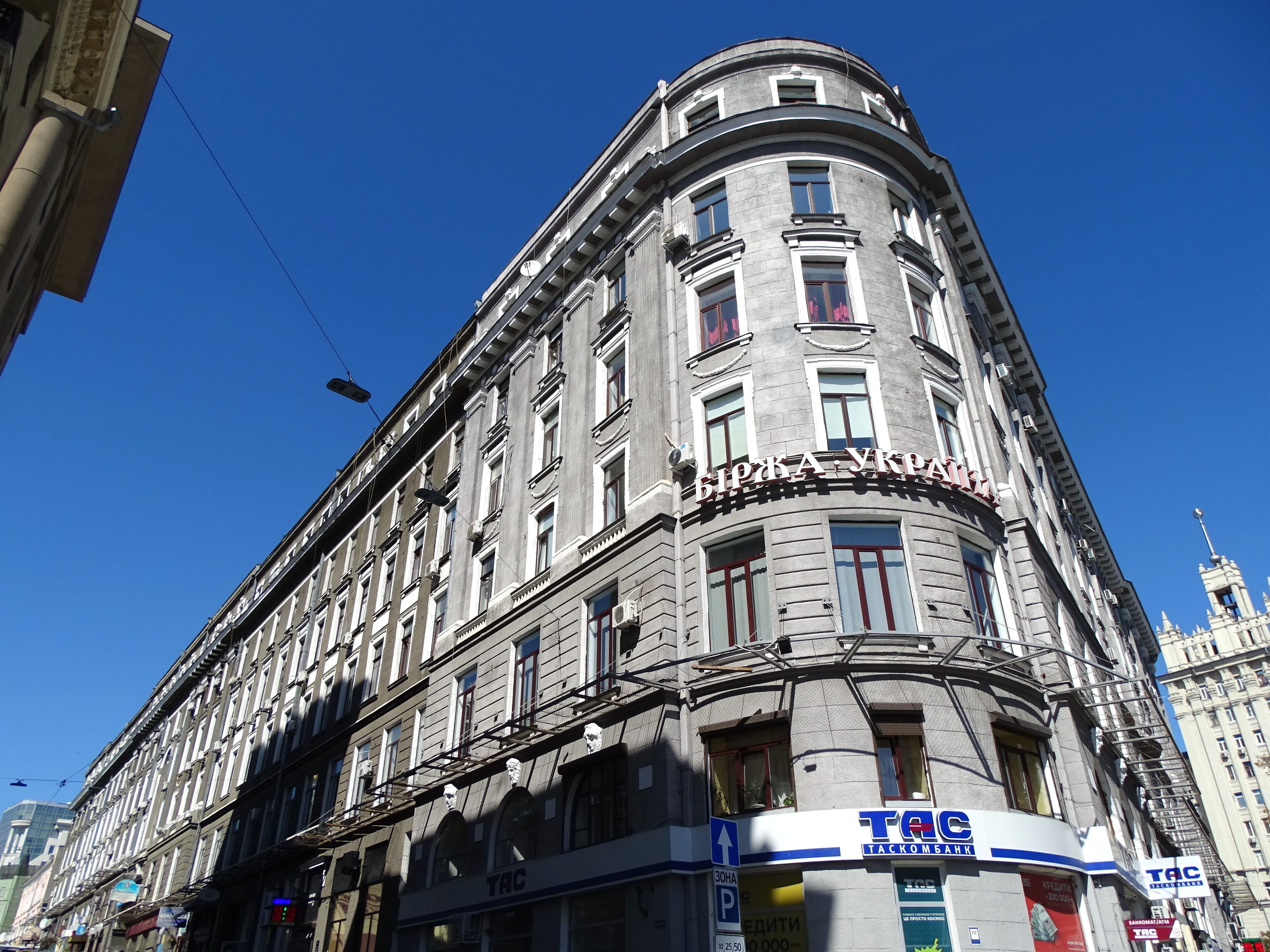
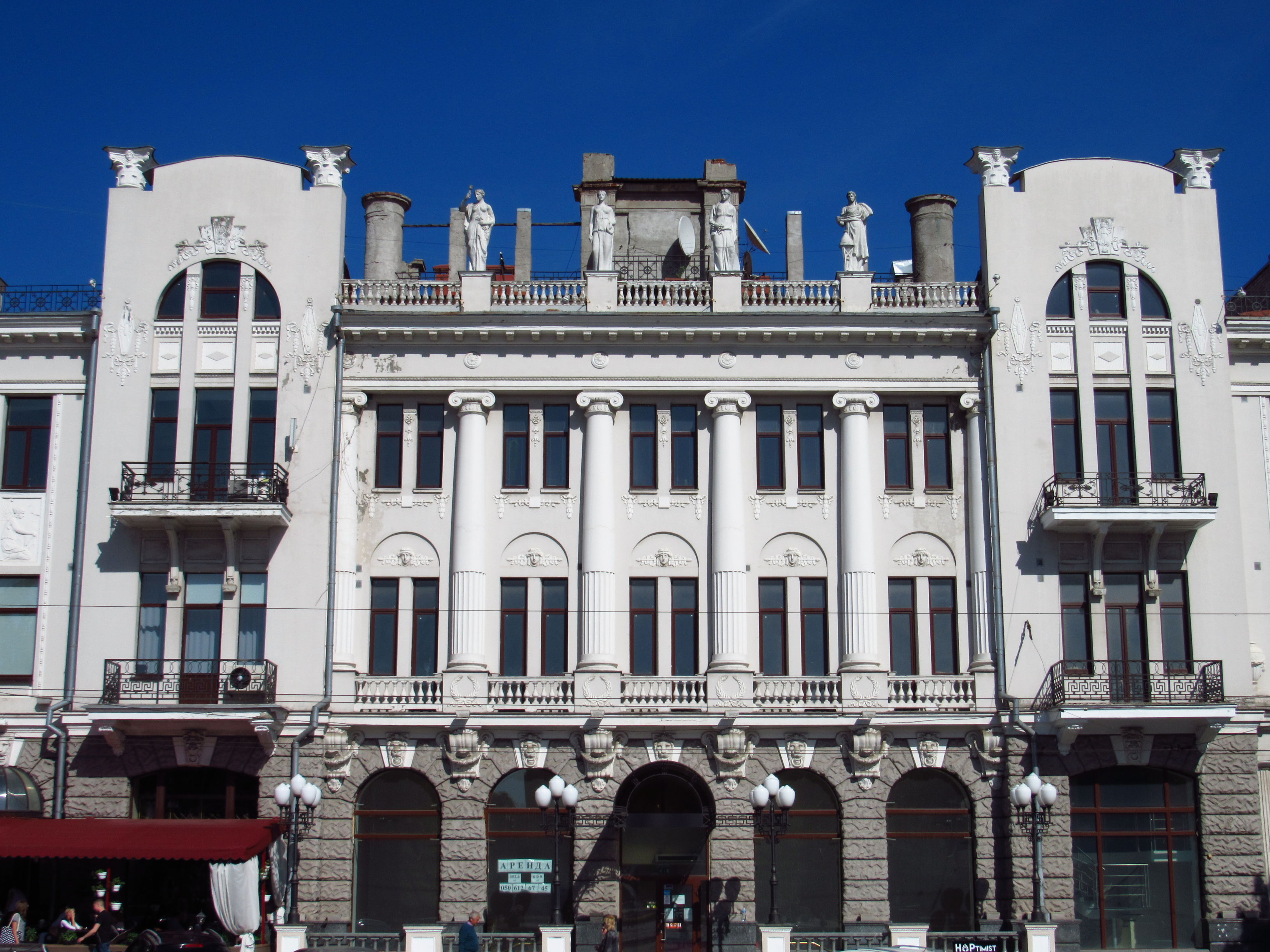
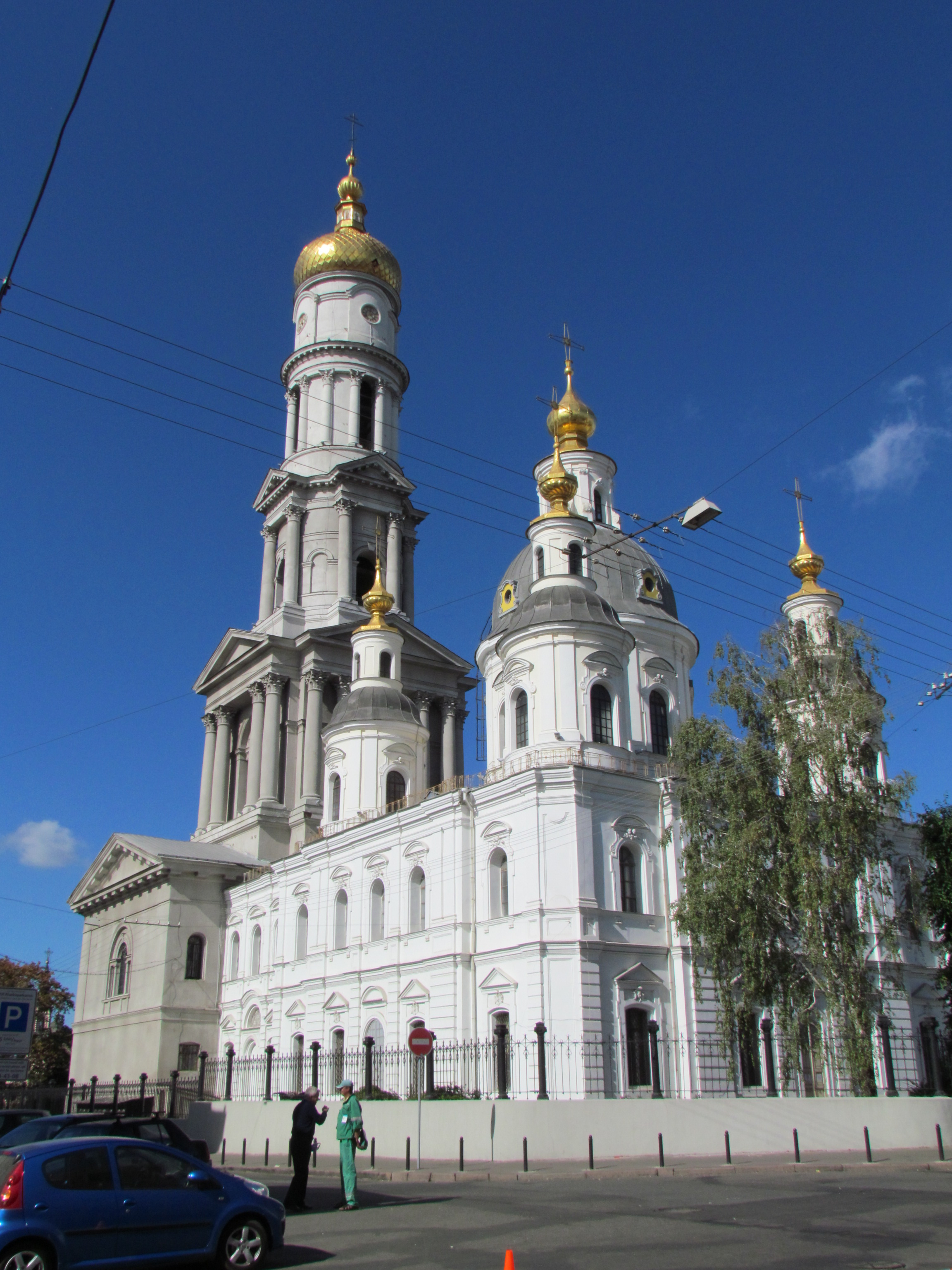
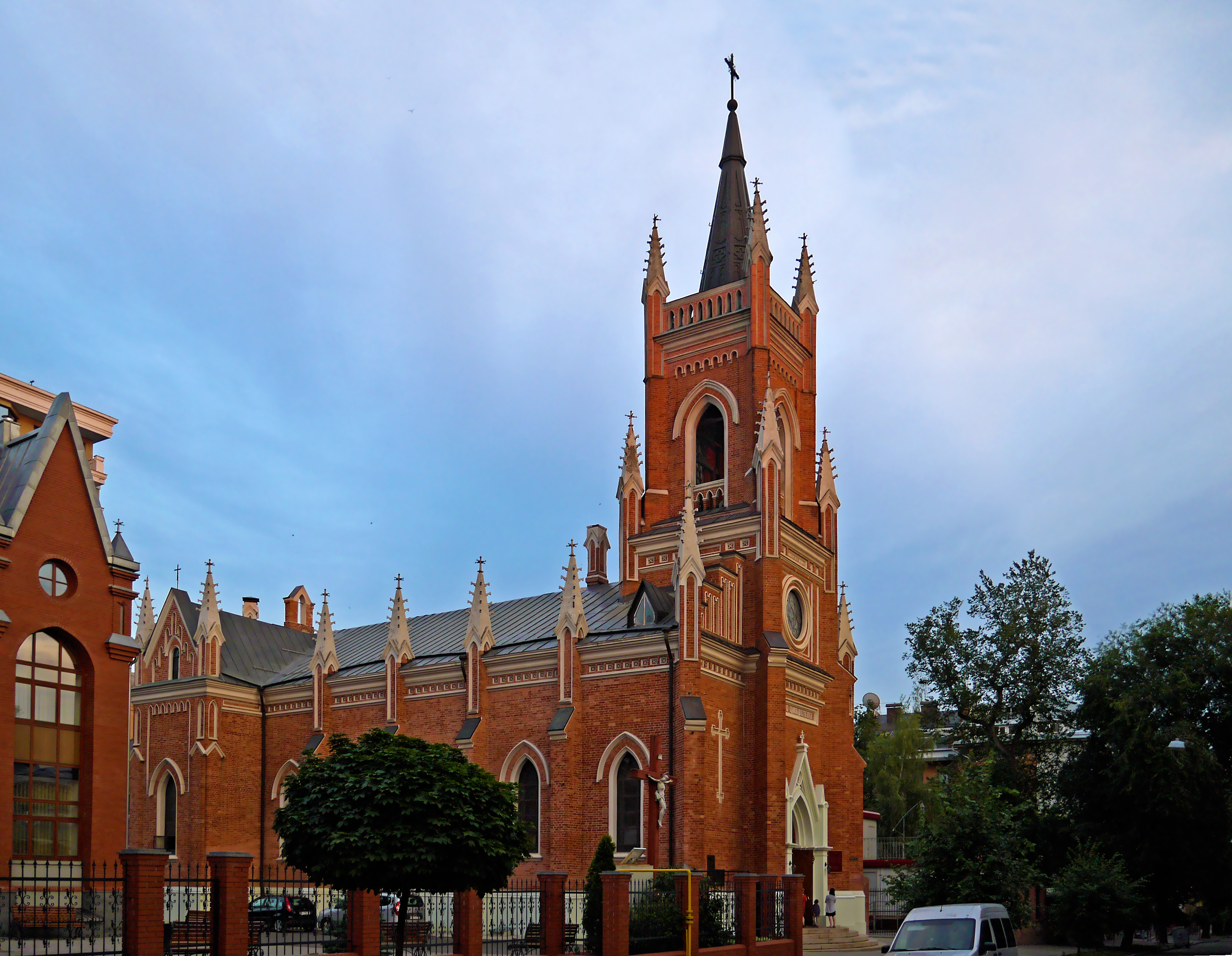
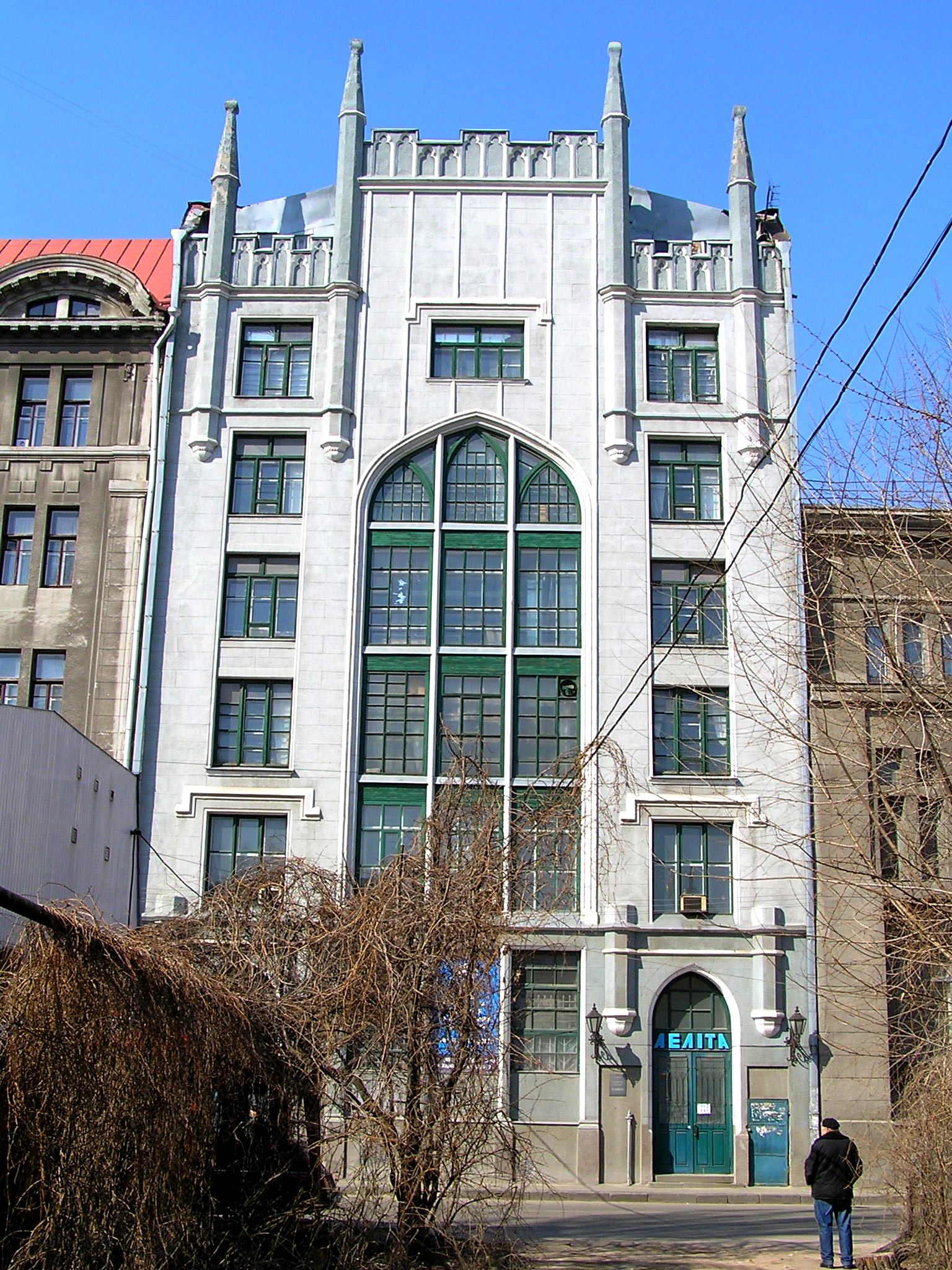
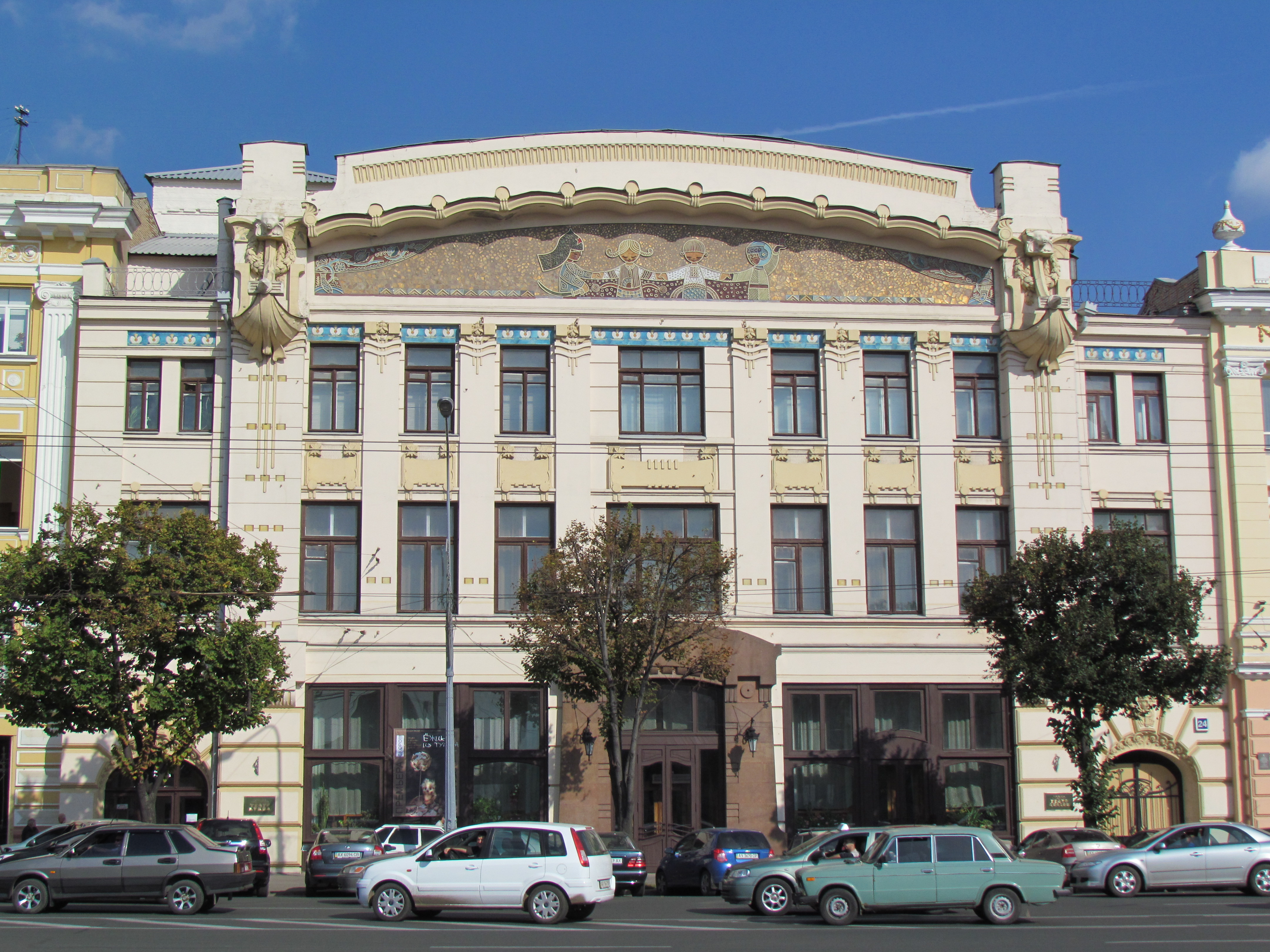
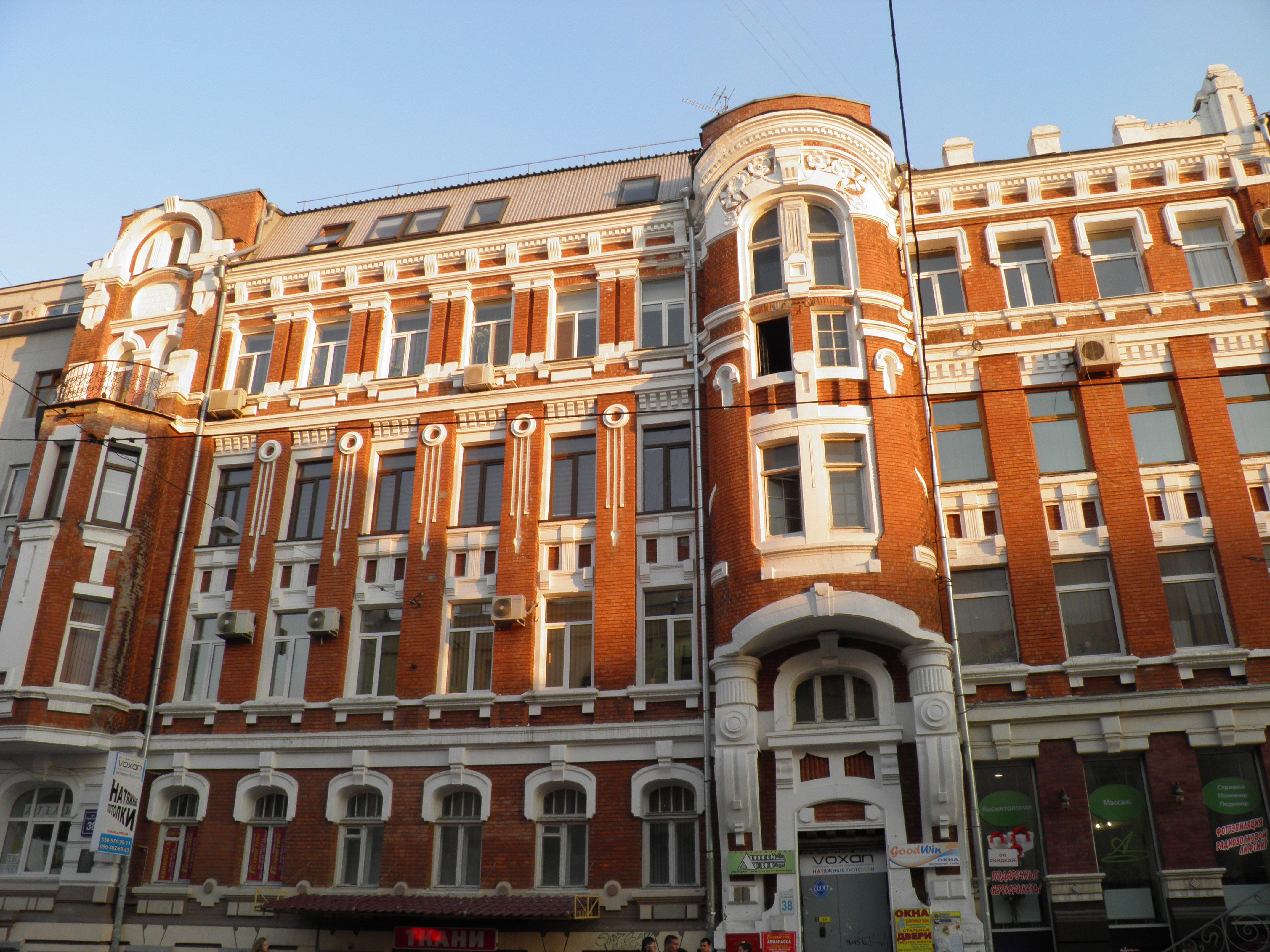
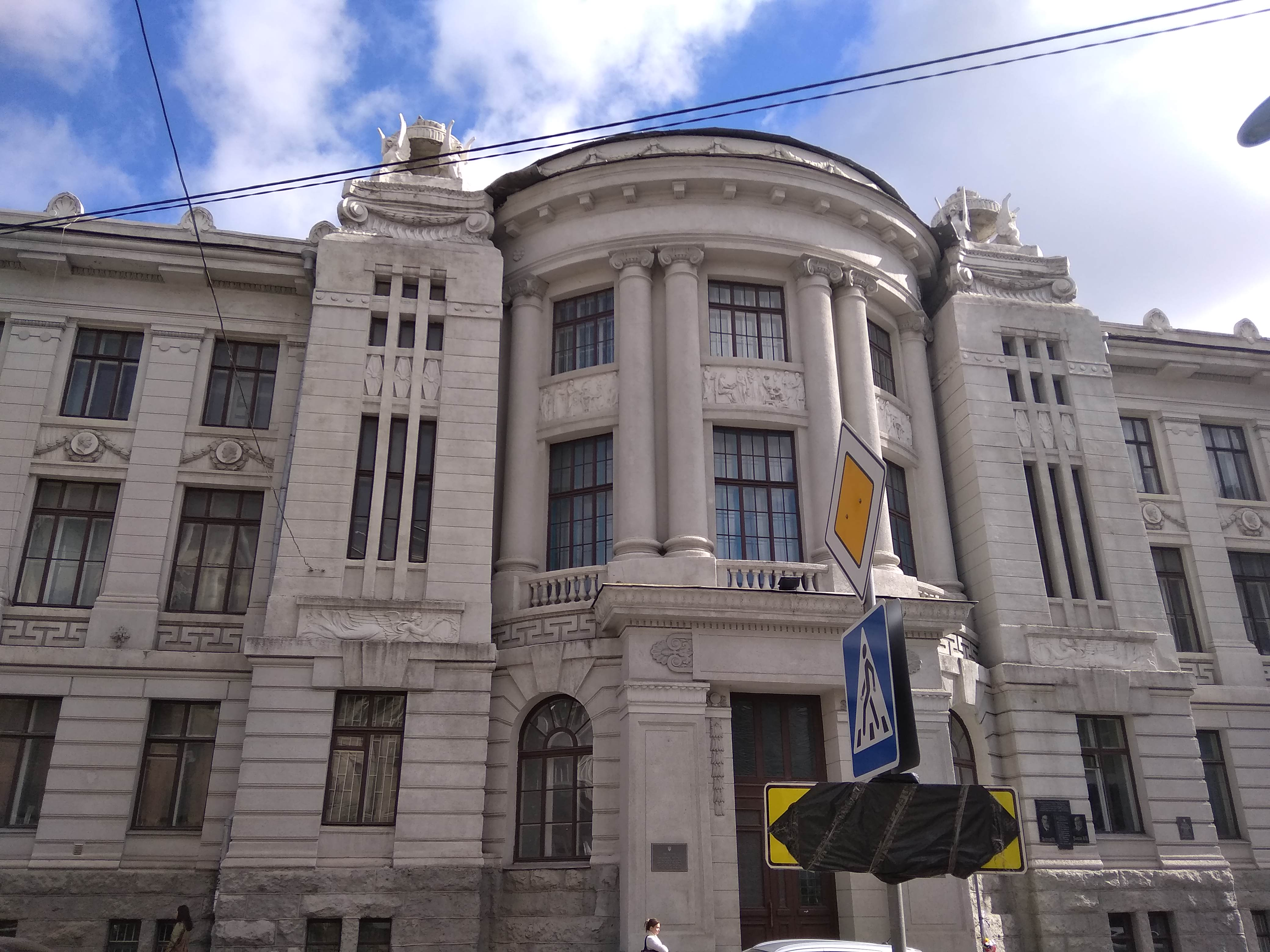
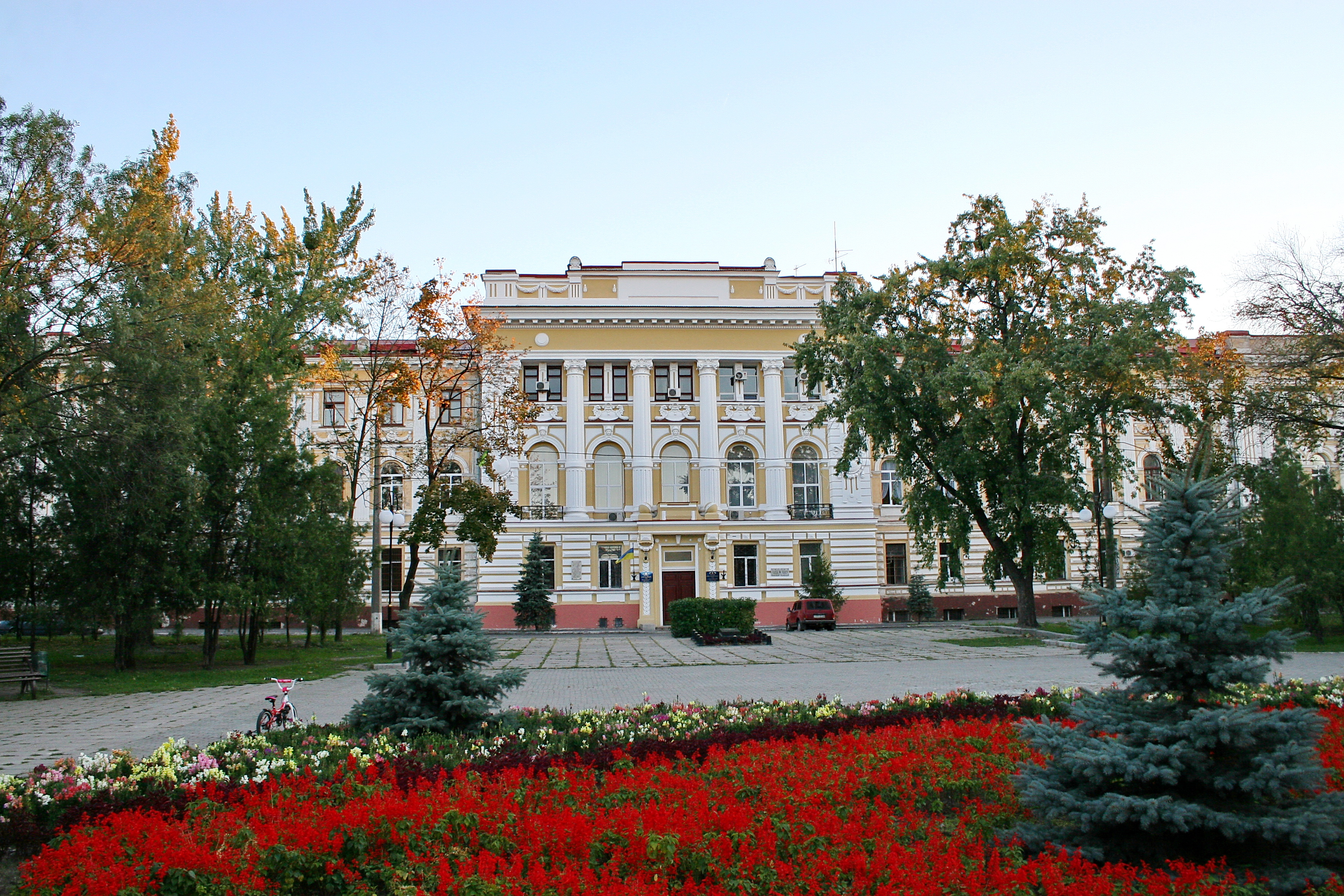
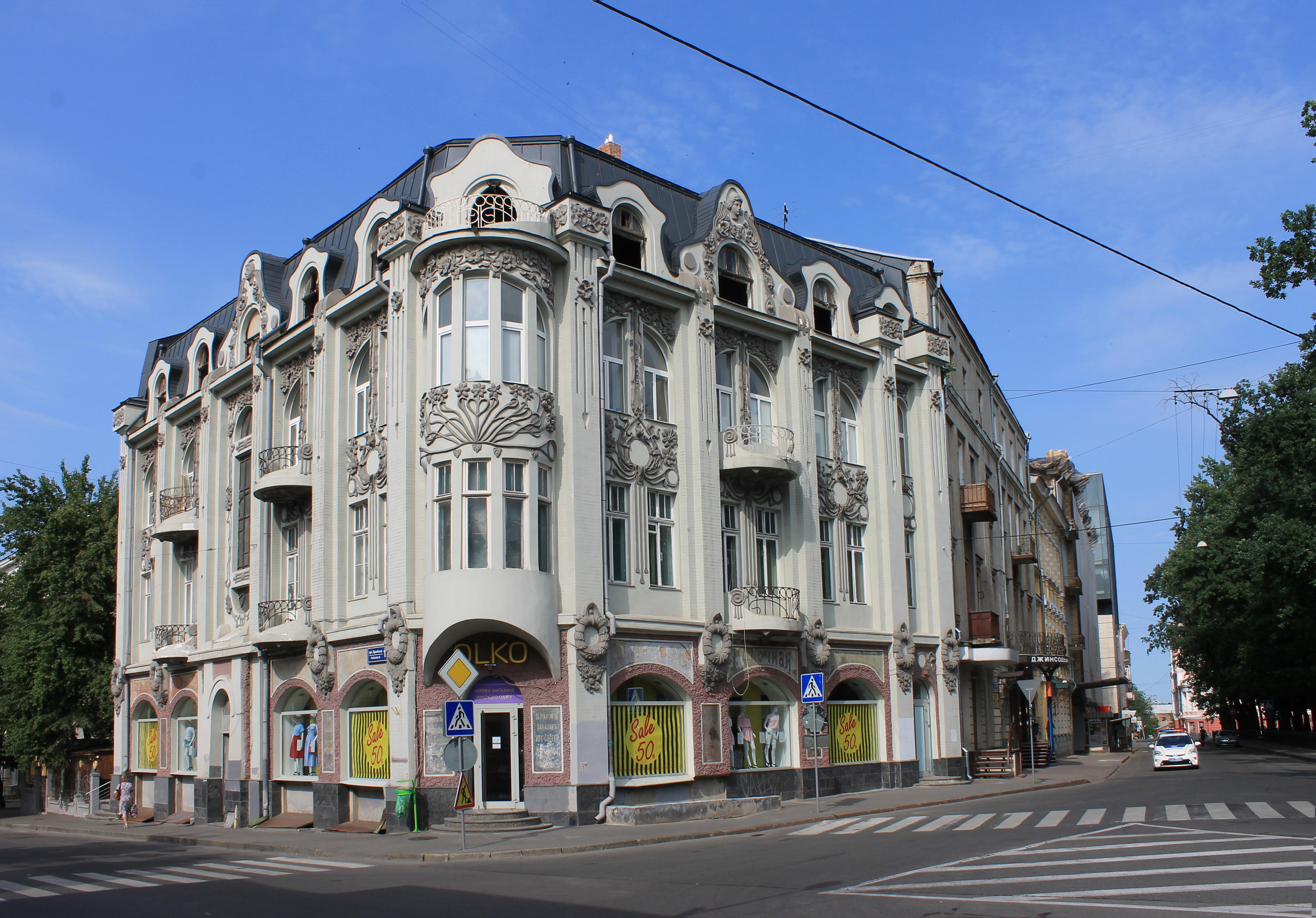
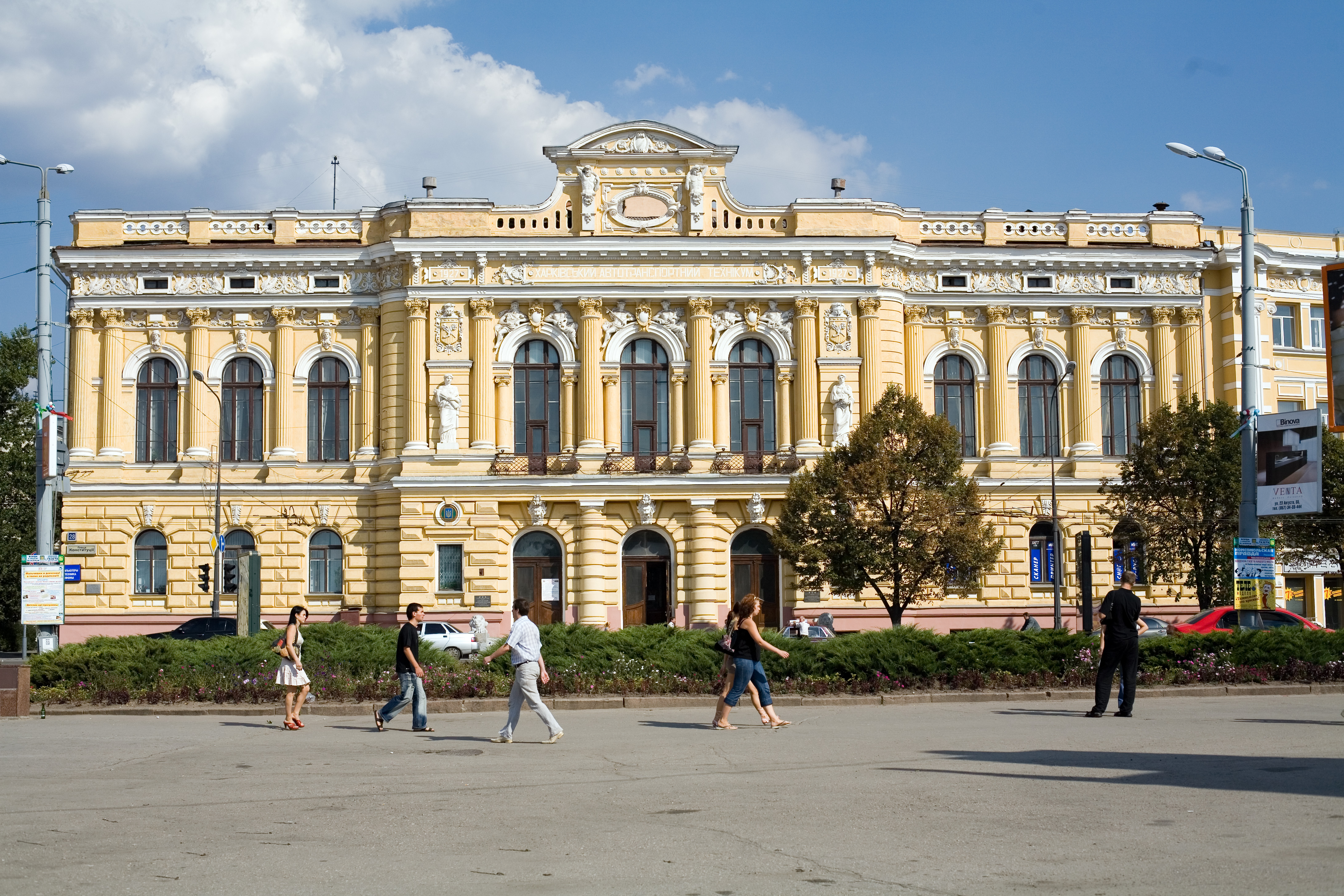